# Мастюгіно
Мастюгіно (рос. Мастюгино) — село в Росії, Острогозькому районі Воронізької області. Адміністративний центр Мастюгінського сільського поселення.
Населення становить 657 осіб за даними перепису 2010 року (691 на 1.10.2005, 740 — 2000 року).

## Історія
За даними 1859 року у казенному селі Коротояцького повіту Воронізької губернії мешкало 2812 осіб (779 чоловічої статі та 818 — жіночої), налічувалось 148 дворових господарств, існувала православна церкв.
Станом на 1886 рік у колишній державному селі Оськінської волості мешкала 1971 особа, налічувалось 230 дворових господарств, існували православна церква, 12 вітряних млинів.
За переписом 1897 року кількість мешканців зросла до 1973 осіб (1001 чоловічої статі та 972 — жіночої), з яких всі — православної віри.

## Населення
| 2000 | 2005 | 2010 |
| ---- | ---- | ---- |
| 740  | ↘691 | ↘657 |